# Podismodes melli
Podismodes melli är en insektsart som beskrevs av Willy Adolf Theodor Ramme 1939. Podismodes melli ingår i släktet Podismodes och familjen gräshoppor. Inga underarter finns listade i Catalogue of Life.